# Mittelleutersdorf
Mittelleutersdorf ist ein Gemeindeteil von Leutersdorf im Landkreis Görlitz.

## Geografie

### Lage
Mittelleutersdorf liegt im südlichen Teil des Landkreises im Neugersdorfer Lössrückengebiet in der Östlichen Oberlausitz und ist der linksseitig des Leutersdorfer Wassers gelegene mittlere Teil des zwei Kilometer langen Waldhufendorfes Leutersdorf.
Südöstlich erheben sich der Windmühlenberg (401,2 m ü.NN) und der Richterberg (407,3 m ü.NN), im Westen der Wacheberg (452,4 m ü.NN) und nordwestlich die Heinrichshöhe. Im Osten verläuft die Bahnstrecke Mittelherwigsdorf–Varnsdorf–Eibau.

### Nachbarorte
| Oberleutersdorf   | Oberleutersdorf, Eibau                      | Oberoderwitz |
| Oberleutersdorf   | Kompassrose, die auf Nachbargemeinden zeigt | Sorge        |
| Niederleutersdorf | Niederleutersdorf                           | Josephsdorf  |

## Geschichte
Das an der Grenze des Erzbistums Prag zum Bistum Meißen gelegene Lutgersdorf wurde 1347 erstmals erwähnt. Seit 1416 unterstand das gesamte Dorf nachweislich der Lehnshoheit der Herrschaft Friedland. In der Mitte des 15. Jahrhunderts wurde Leutersdorf in die Güter Oberleutersdorf und Niederleutersdorf geteilt. Bei der Übergabe der Oberlausitz nach dem Prager Frieden gelangte Oberleutersdorf 1635 an das Kurfürstentum Sachsen, währenddessen Niederleutersdorf als Exklave beim Königreich Böhmen verblieb.
1735 teilte der in Geldnot geratene Besitzer das Rittergut Oberleutersdorf in vier Rittergüter; eines davon wurde aus dem ehemaligen Vorwerk Mittelleutersdorf ⊙ gebildet. Besitzer des Gutes waren vermögende ortsansässige Händler. Die Gutsherrschaft bildete eine kleine politische Gemeinde, deren Zentrum der Mittelkretscham war.
In Folge der Ausdehnung des Gutsbesitzes standen den Leutersdorfer Gütern nur wenig fronende Bauern zur Verfügung, so dass die Herrschaft am Ortsrand Anwesen für die Hofeleute anlegte. Kurz nach 1800 entstand am Rande des sich damals noch bis zum Oderwitzer Spitzberg hinziehenden Waldgebietes an der nordöstlichen Grenze der böhmischen Exklave Niederleutersdorf die Siedlung Neue Sorge, die auch Neumittelleutersdorf genannt wurde.
Konfessionell war das Gros der Mittelleutersdorfer Einwohner protestantisch, 1834 lebten in der Gemeinde zwei Katholiken. Mittelleutersdorf war nach Oberleutersdorf eingepfarrt, die alte Kirche ⊙ stand südlich des Rittergutes Oberleutersdorf I, gegenüber von Mittelleutersdorf unmittelbar an der Landesgrenze.
Nach der Gründung des Deutschen Zollvereins nahm die Pascherei in Leutersdorf enorme Ausmaße an; fast alle Einwohner schmuggelten gelegentlich über die unüberschaubare Grenze, ein Großteil betrieb die Pascherei gewerbsmäßig. Durch den Haupt-Gränz- und Territorial-Recess zwischen dem Königreich Sachsen und Kaisertum Österreich vom 5. März 1848 kam die böhmische Exklave Niederleutersdorf am 12. März 1849 zu Sachsen, damit fiel die Staatsgrenze südlich von Mittelleutersdorf weg.
1865 errichtete die evangelisch-lutherische Kirchgemeinde Oberleutersdorf auf der Gemarkung Mittelleutersdorf die neue Christuskirche.
Die Gemeinde Mittelleutersdorf mit dem Ortsteil Neue Sorge schloss sich 1870 an Oberleutersdorf an. 1907 erfolgte der Zusammenschluss der Gemeinden Niederleutersdorf, Oberleutersdorf und Josephsdorf zur Landgemeinde Leutersdorf.

### Verwaltungszugehörigkeit
1777: Görlitzer Kreis, 1843: Landgerichtsbezirk Löbau, 1856: Gerichtsamt Großschönau, 1875: Amtshauptmannschaft Zittau, 1952: Kreis Zittau, 1994: Landkreis Löbau-Zittau, 2008: Landkreis Görlitz

### Einwohnerentwicklung
| Jahr | Einwohner                          |
| ---- | ---------------------------------- |
| 1777 | 1 Gärtner, 32 Häusler, 4 Wüstungen |

## Ortsbild
Mittelleutersdorf ist ein Waldhufendorfteil mit Häuslerzeilen. In der Ortslage sind mehrere Umgebindehäuser erhalten.
Die Evangelisch-lutherische Christuskirche wurde 1865 nach Plänen des Zittauer Baumeisters Carl August Schramm errichtet und ersetzte die ca. 250 m südwestlich davon gelegene alte Oberleutersdorfer Kirche. Das neogotische Bauwerk weist starke Ähnlichkeit mit der Neuleutersdorfer katholischen Pfarrkirche Mariä Himmelfahrt auf, die Schramm drei Jahre zuvor entworfen hatte. Nach einer umfangreichen Sanierung konnte die seit 2004 wegen Baufälligkeit gesperrte Schwesterkirche der Seifhennersdorfer Kreuzkirche im Jahr 2006 wieder der Öffentlichkeit zugänglich gemacht werden.
Südöstlich von Mittelleutersdorf stand auf Josephsdorfer Flur die Klingermühle. Von der Bockwindmühle auf dem Windmühlenberg ist nur noch das Müllerhaus erhalten, es ist der Wohnsitz des Musikers Günter Gocht.